# Mountain City (Texas)
Mountain City è un centro abitato degli Stati Uniti d'America situato nella contea di Hays dello Stato del Texas.
La popolazione era di 648 persone al censimento del 2010.

## Geografia fisica
Mountain City è situata tra Kyle e Buda, circa 20 miglia (32 km) a sud ovest di Austin.
Secondo lo United States Census Bureau, ha un'area totale di 0,5 miglia quadrate (1,2 km²).

## Società

### Evoluzione demografica
Secondo il censimento del 2000, c'erano 671 persone, 215 nuclei familiari e 202 famiglie residenti nella città. La densità di popolazione era di 1.455,1 persone per miglio quadrato (563,2/km²). C'erano 218 unità abitative a una densità media di 472,7 per miglio quadrato (183,0/km²). La composizione etnica della città era formata dal 93,29% di bianchi, lo 0,15% di afroamericani, l'1,49% di nativi americani, lo 0,75% di asiatici, il 3,13% di altre razze, e l'1,19% di due o più etnie. Ispanici o latinos di qualunque razza erano il 15,05% della popolazione.
C'erano 215 nuclei familiari di cui il 55,8% aveva figli di età inferiore ai 18 anni, l'86,5% aveva coppie sposate conviventi, il 5,6% aveva un capofamiglia femmina senza marito, e il 6,0% erano non-famiglie. Il 4,7% di tutti i nuclei familiari erano individuali e lo 0,9% aveva componenti con un'età di 65 anni o più che vivevano da soli. Il numero di componenti medio di un nucleo familiare era di 3,12 e quello di una famiglia era di 3,23.
La popolazione era composta dal 31,7% di persone sotto i 18 anni, il 6,4% di persone dai 18 ai 24 anni, il 28,3% di persone dai 25 ai 44 anni, il 28,8% di persone dai 45 ai 64 anni, e il 4,8% di persone di 65 anni o più. L'età media era di 38 anni. Per ogni 100 femmine c'erano 97,4 maschi. Per ogni 100 femmine dai 18 anni in giù, c'erano 94,1 maschi.
Il reddito medio di un nucleo familiare era di 82.853 dollari e quello di una famiglia era di 84.026 dollari. I maschi avevano un reddito medio di 58.000 dollari contro i 40.357 dollari delle femmine. Il reddito pro capite era di 28.003 dollari. Circa il 2,0% delle famiglie e il 2,0% della popolazione erano sotto la soglia di povertà, incluso il 2,4% di persone sotto i 18 anni e l'11,1% di persone di 65 anni o più.